# Eupithecia variata
Eupithecia variata là một loài bướm đêm trong họ Geometridae.